# Sematophyllum swartzii
Sematophyllum swartzii là một loài Rêu trong họ Sematophyllaceae. Loài này được (Schwägr.) W.H. Welch & H.A. Crum miêu tả khoa học đầu tiên năm 1959.